# Obligation linéaire
Pour les articles homonymes, voir Olo.
 (avril 2021).
Si vous disposez d'ouvrages ou d'articles de référence ou si vous connaissez des sites web de qualité traitant du thème abordé ici, merci de compléter l'article en donnant les références utiles à sa vérifiabilité et en les liant à la section « Notes et références ».
L'obligation linéaire (OLO pour Obligation Linéaire/Lineaire Obligatie) est un emprunt d'État belge et constitue le principal support de la dette négociable du Royaume de Belgique. Compte tenu du fort niveau d'endettement du pays, et même si celui-ci a été fortement réduit depuis le milieu des années 1990, l'encours des OLO est assez important : 
- 22 lignes d'environ 10 milliards d'euros chacune à la mi-2005,
- soit un total d'environ 220 milliards d'euros, ce qui représente environ 29 % de la dette française comparable (765 milliards d'euros d'OAT et BTAN à la mi-2005).

Elles sont émises principalement par voie d'adjudication, suivant le mode de l'assimilation et leur marché secondaire a lieu essentiellement sur une filiale spécialisée dans le marché électronique MTS.
Bien qu'elles soient majoritairement démembrables depuis longtemps, seule une faible partie des OLO a en fait été démembrée (4 % du potentiel, contre 10 % du potentiel pour les OAT).
La Belgique utilise également un titre de créance négociable, les CT ou Certificats de Trésorerie, bons du Trésor à moins d'un an à l'émission, analogues aux BTF du Trésor public français, et dont l'encours mi-2005 était de 28 milliards d'euros.